# 浜心汐里
浜心 汐里（はまこ しおり、8月5日 - ）は、日本の漫画家。愛知県出身。女性。血液型B型。デビュー作は『Vista』。

## 作品リスト
全て集英社から刊行されている。
- a cup of...（2009年12月25日発売[3]、マーガレットコミックス、ISBN 978-4-08-846480-0）
  - a cup of...（『デラックスマーガレット』2009年11月号）
  - 春色の肖像（『ザ マーガレット』2009年5月号）
  - *Blossom Season*（『デラックスマーガレット』2008年7月号）
  - 赤糸リール（『ザ マーガレット』2008年3月号）
  - poco a poco（『別冊マーガレット』2007年4月号）
- 私たちの恋はこれからだ（2015年 - 2016年、ザ マーガレットコミックスDIGITAL、全2巻）
  1. 2016年2月25日発売[4][5]、『ザ マーガレット』2015年8月号[6] - 2016年2月号
  2. 2016年10月25日発売[7][8]、『ザ マーガレット』2016年4月号 - 2016年10月号[9]
- ひみつのイノセントワールド（2018年 - 2019年、マーガレットコミックス、全2巻）
  1. 2019年1月25日発売[10][11]、『Cookie』2018年5月号[12][13] - 11月号、ISBN 978-4-08-844151-1
    - ひみつのイノセントワールド おまけ（描きおろし）

  2. 2020年1月24日発売[14]、『Cookie』2019年1月号 - 5月号、9月号 - 2020年1月号[15]、ISBN 978-4-08-844287-7
- 法律は嘘とお金の味方です。〜京都御所南、吾妻法律事務所の法廷日誌〜（原作：永瀬さらさ、漫画：浜心汐里、『Cookie』2021年1月号[16] - 2024年9月号[17]、マーガレットコミックスDIGITAL、全5巻）
  1. 2022年4月25日発売[18]
  2. 2022年4月25日発売[19]
  3. 2023年4月25日発売[20]
  4. 2024年1月25日発売[21]
  5. 2025年9月25日発売[22]

### アンソロジー
- セカイを敵に回しても君を恋す[23]（2016年4月25日発売[24][25]、ザ マーガレットコミックスDIGITAL、全1巻）
  - 明日から本気出します[26]（『ザ マーガレット』2014年12月号）

### 単行本未収録作品
- Vista（『別冊マーガレット』2004年8月号、デビュー作）
- ロング☆ロング（『ザ マーガレット』2005年1月号）
- アンダーグラウンド（『ザ マーガレット』2005年4月号）
- 優拐犯（『別マスペシャル』2005年春号）
- pp(ピアニシモ)（『ザ マーガレット』2006年1月号）
- 海に還る日（『ザ マーガレット』2006年6月号）
- 前略、僕の女神さま。（『デラックスマーガレット』2006年11月号）
- JAZZ×BEAT（『デラックスマーガレット』2007年11月号）
- Northan Cross（『ザ マーガレット』2008年11月号）
- Love Psychology（『デラックスマーガレット』2009年1月号）
- a piece of...[27]（『デラックスマーガレット』2010年1月号）
- 月に群雲[28]（『ザ マーガレット』2010年9月号）
- 未来スケッチ[29]（『別冊マーガレットsister』2011年1月増刊号）
- オレンジLX（ルクス）[30]（原作：浜心汐里、作画：綾瀬羽美、『別冊マーガレットsister』2011年4月増刊号）
- 放課後どんぐり[31]（『別冊マーガレットsister』2011年10月増刊号）
- 僕が生まれるずっと前[32]（『ザ マーガレット』2012年4月号）
- さよなら急便（『別冊マーガレット』2012年6月号別冊ふろく『別マTWO』vol.1[33] - 8月号別冊ふろく『別マTWO』vol.3[34]、『別冊マーガレット』2013年2月号別冊ふろく『bianca』2 1/2号）
- 原田くんスイッチ[35]（『bianca』2号（2012年11月増刊号））
- 鏡よ鏡[36]（『bianca』3号（2013年6月増刊号））
- 月見荘103号室（いわくつき）[37]（『ザ マーガレット』2013年12月号）
- 片想いの横顔[38]（『別冊マーガレット』2014年5月号別冊ふろく『moi!』vol.3）
- 君と見た空をおぼえてる[39]（『別冊マーガレット』2015年3月号別冊ふろく『moi!』vol.13）
- おつかれ女子に花束を[40]（『ザ マーガレット』2020年春号）
- ただいまコロニー（作画：北野とも、『Cookie』2025年3月号[41] - ） - 原作担当[41]。